# تورالا
توّرالا (بالإنجليزية: Tuurala) هي قرية في ايسوكايرو، فنلندا . في عام 1997، تم ترشيحها بأنها «قرية السنة» في تافاستيا. جمعية القرية قد اشترت منزل المدرسة السابق، والذي يستخدم الآن لتنظيم الفعاليات التعليمية وكنقطة المعلومات مع محطات العمل 12 جهاز كمبيوتر.

## وصلات خارجية
- Official website of the village association